# The Vixen
The Vixen est le nom de scène de Anthony Taylor, drag queen américaine connue pour avoir participé à la dixième saison de la compétition télévisée RuPaul's Drag Race, arrivant à la septième place. Son passage à l'émission est remarquable pour avoir amené la question des dynamiques raciales à la fois entre les drag queens de la compétition, et au sein de la communauté de fans,,,. Le New York Magazine, en juin 2019, nomme The Vixen l'une des 100 drag queens les plus puissantes aux États-Unis.

## Jeunesse
Taylor commnce le drag dans un bar local nommé le Jeffery Pub en avril 2013. Sa mère de drag est Savannah Westbrooke. Le nom "The Vixen" vient de son amour pour les vêtements vintage des années 1920.

## Carrière
The Vixen est connue pour incorporer son militantisme politique et promotion des droits LGBTQ+ dans ses spectacles,. Elle critique ouvertement la tendance anti-black en Amérique, notamment au sein des communautés queer blanches. Elle dit "on doit souvent choisir entre dénoncer le racisme ou l'homophobie".
En novembre 2016, Taylor participe à la création de "Black Girl Magic", un spectacle de drag composé exclusivement de drag queens afro-américaines. L'ancienne participante de Drag Race Dida Ritz et Shea Couleé en font partie,. Asia O'Hara, Monét X Change and Monique Heart, concurrentes elles aussi dans la dixième saison de Drag Race, sont ajoutées depuis juin 2018 à l'affiche de "Black Girl Magic",.
The Vixen est annoncée le 22 février 2018 comme l'une des quatorze participantes à la saison 10 de RuPaul's Drag Race. Elle gagne le défi principal du deuxième épisode. Dans le troisième épisode, elle est impliquée dans une dispute face à Aquaria, qui finit par pleurer. The Vixen fait alors remarquer que l'échange "crée ce personnage de la femme noire énervée qui effraie la petite fille blanche". Bien qu'Aquaria reconnait qu'elle a raison et plus tard dans la compétition prend sa défense, The Vixen a reçu par la suite des menaces de mort par message de la part des fans de Drag Race. Elle reçoit encore plus de réponses négatives après s'être disputée avec la concurrente Eureka O'Hara à plusieurs reprises, et particulièrement dans l'épisode 4 de Untucked,,,. The Vixen est éliminée, arrivant en septième place, après un lipsync l'opposant à Asia O'Hara sur la chanson Groove Is in the Heart. Lors du dernier épisode, rassemblant toutes les concurrentes pour revenir sur les différents événements de la saison, the Vixen quitte le plateau après s'être sentie acculée par RuPaul, qui l'amenait à revenir sur les disputes qu'elle avait eues avec Aquaria et Eureka. Courtney Act, finaliste de la saison 6 de Drag Race, critiquera par la suite RuPaul pour son manque de compassion pendant cet échange,.
En dehors de Drag Race, The Vixen a eu un stand au logo de "Black Girl Magic" à l'occasion du premier Wandakon annuel d'août 2018. 
Elle devient sponsor pour l'annonce publique du service "Kindr" de Grindr en septembre 2018, dans le but de mettre fin à la discrimination raciale sur l'application. 
Le 5 et 6 mars, The Vixen s'est produite sur scène aux côtés d'autres drag queens ayant participé à Drag Race; Bebe Zahara Benet, Bob The Drag Queen, Monique Heart, Peppermint, et Shea Couleé, lors de la tournée de Nubia, un spectacle de drag réalisé par et comprenant exclusivement des drag queens noires.

## Filmographie

### Films
| Année | Title         | Rôle       | Notes                        |
| ----- | ------------- | ---------- | ---------------------------- |
| 2016  | Lipstick City | Red Dancer | Court-métrage de Shea Coulee |

### Télévision
| Année | Titre                                    | Rôle      | Notes                  |
| ----- | ---------------------------------------- | --------- | ---------------------- |
| 2018  | RuPaul's Drag Race (saison 10)           | Elle-même | Concurrente (7e place) |
| 2018  | RuPaul's Drag Race: Untucked (saison 10) | Elle-même | Concurrente (7e place) |
| 2018  | ABC 7 Chicago                            | Elle-même | Invitée                |
| 2018  | The Jam                                  | Elle-même | Invitée                |

### Clips musicaux
| Année | Titre   | Artiste     |
| ----- | ------- | ----------- |
| 2017  | "Cocky" | Shea Couleé |
| 2017  | "Ride"  | Shea Couleé |

### Web series
| Année | Titre                    | Rôle      |
| ----- | ------------------------ | --------- |
| 2016  | Cooking with Drag Queens | Elle-même |
| 2018  | Watcha Packin'?          | Elle-même |
| 2018  | Cosmo Queens             | Elle-même |
| 2018  | Queen to Queen           | Elle-même |
| 2018  | Countdown To The Crown   | Elle-même |
| 2019  | Hey Qween!               | Elle-même |
| 2019  | Behind the Drag          | Elle-même |
| 2019  | Detailz                  | Elle-même |

## Discographie

### Singles

#### Artiste principale
| Année | Titre        | Notes                 |
| ----- | ------------ | --------------------- |
| 2018  | "Room pt. 1" |                       |
| 2018  | "Room pt. 2" | Featuring Shea Couleé |
| 2018  | "Tea Party"  |                       |

#### En featuring
| Année | Titre                       | Artiste                                                                                |
| ----- | --------------------------- | -------------------------------------------------------------------------------------- |
| 2017  | "Cocky"                     | Shea Couleé (featuring Lila Star et The Vixen)                                         |
| 2018  | "Drag"                      | Dorian Electra (featuring Imp Queen, Lucy Stoole, Eva Young, The Vixen et London Jade) |
| 2018  | "Demons, Witches & Bitches" | Aja (featuring DJ Shilow et The Vixen)                                                 |